# Asterias argonauta
Asterias argonauta — вид морських зірок ряду Forcipulatida родини Asteriidae. Ця морська зірка зустрічається на північному заході  Тихого океану.